# Irina Kokoueva
Irina Kokoueva (en biélorusse : Ірына Какуева, Iryna Kakuyeva) née le 24 juin 1973 à Podozersi, est une biathlète biélorusse.

## Biographie
Irina Kokueva effectue sa seule saison au niveau international en 1993-1994, où elle sort gagnante d'un relais de Coupe du monde à Pokljuka, avant de participer aux Jeux olympiques de Lillehammer, où elle est notamment sixième du sprint et du relais. Ensuite, elle remporte le titre mondial à la course par équipes avec Natalia Permiakova, Natalia Ryzhenkova et Svetlana Paramygina. Elle prend finalement la vingtième place au classement général de la Coupe du monde.

## Palmarès

### Jeux olympiques
| Épreuve / Édition                | Individuel | Sprint | Relais |
| Jeux olympiques 1994 Lillehammer | 28e        | 6e     | 6e     |

### Championnats du monde
- Canmore 1994 : 
  -  Médaille d'or de l'épreuve par équipes.

### Coupe du monde
- Meilleur classement général : 20e en 1994.
- Meilleur résultat individuel : 6e
- 1 podium en relais : 1 victoire.